# Waschklinge (Kupfer)
Die Waschklinge ist eine etwa einen Kilometer lange Klinge in der Gemarkung des Stadtteils Neureut von Neuenstein im baden-württembergischen Hohenlohekreis. Der sie auf seinem Unterlauf durchfließende Bach mündet nach etwa 21⁄4 km langem Lauf in Richtung Westsüdwesten am Fuße des Sporns mit dem  Neureuter Weiler Neufels obenauf von rechts in die untere Kupfer.

## Geographie

### Verlauf
Der Bach durch die Waschklinge entsteht weit östlich von dieser auf der Hochebene rechtsseits der Kupfer ca. 0,3 km nordwestlich des Künzelsau-Gaisbacher Einzelgehöfts Schnaihof auf etwa 366 m ü. NHN. Dort beginnt an der Stadtgrenze von Künzelsau zu Neuenstein ein anfangs schnurgerade neben einem Feldweg westsüdwestwärts laufender Graben zwischen weiten, flurbereinigten Ackerflächen.
Nach gut 300 Metern wechselt der Weg am Beginn des Gewanns Schönfurt auf die rechte Bachseite und hält danach etwas Abstand vom weiterhin kahlem Ufer des nun leicht geschwungenen Bachs. Bald danach läuft auf etwa 346 m ü. NHN von Nordnordwesten her ein zweiter Oberlauf heran, der auf einer älteren topographischen Karte noch als offenbarer Hauptast eingetragen ist.
Etwa 1,3 km nach dem Grabenanfang endet der dort wieder ans Ufer tretende Feldweg an der von Niedernhall im Norden kommenden L 1044. Jenseits des Straßendamms dieser Landesstraße beginnt auf etwa 326 m ü. NHN der untere Bachabschnitt in der Waschklinge. Die Talmulde ist nun mehr und mehr steil eingekerbt, am Ufer des etwa einen Meter breiten, nun deutlich stärker geschlungenen Bachs und an den Böschungen stehen wenigstens einseitig Laubmischholzstreifen. Auf seinem Grunde gibt es stellenweise felsige Partien, anderswo in ruhigeren Laufabschnitten hat er schlammiges Sediment.
Nachdem ein Feldweg in einem offeneren Bereich die Klinge gequert hat, setzt durchgehender Klingenwald an beiden immer höheren Hängen ein. Der Bach hat nun starkes Gefälle, ist teilweise in den Talgrund eingekerbt. Auf seiner Sohle liegen Steine und Blöcke, an manchen Stellen stürzt er über das Ende von Kalksteinplatten ab und Kalksinter hat sich abgelagert. Über dem linken Talhang steht der Neureuter Weiler Neufels auf dem langgestreckten Talmündungssporn auf dieser Seite.
Nach einem letzten, weniger als hundert Meter langen Laufstück in der rechten Flussaue fließt der die Waschklinge durchlaufende Bach von rechts und auf 263,2 m ü. NHN am Beginn einer rechten Talschlinge von dieser in die untere Kupfer ein, etwas über hundert Meter vor deren nächstem rechten Zufluss aus der Bernhardsklinge nach dem Wendepunkt der Schlinge.
Der Bach aus der Waschklinge mündet nach ca. 2,3 km langem Lauf mit mittlerem Sohlgefälle von rund 45 ‰ etwa 103 Höhenmeter unterhalb seines Grabenbeginns nahe dem Schnaihof. Vor allem im Bereich des oberen Laufes, aber selbst auch in der Klinge kann der Durchfluss aussetzen.

### Einzugsgebiet
Die Waschklinge hat ein ca. 1,0 km² großes Einzugsgebiet und gehört zum Ohrnwaldriedel genannten Teil des Unterraums Westliche Kocher-Jagst-Ebenen des Naturraums der Kocher-Jagst-Ebenen. Der höchste Punkt liegt an der Ostnordostspitze auf der etwa 378 m ü. NHN hohen Sixenhöhe nahe dem außerhalb stehenden Weiler Kemmeten von Gaisbach.
Der weit überwiegende Teil des Einzugsgebietes ist eine intensiv ackerbaulich genutzte Hochfläche; nur am Nordnordwestrand und am Unterlauf in der Waschklinge erstrecken sich schmale Waldstreifen. Bis auf einen winzigen Zwickel der Gemarkung des Stadtteils Gaisbach von Künzelsau ganz im Osten liegt das Gebiet vollständig innerhalb der Stadtteilgemarkung Neureut von Neuenstein. Besiedelt ist es allein linksseits der unteren Klinge mit der Hälfte des auf dem Mündungssporn stehenden Weilers Neufels von Neureut.
Reihum grenzen die Einzugsgebiete der folgenden Nachbargewässer an:
- Im Nordwesten fließt der kürzere Bach durch die Bernhardsklinge zur Kupfer, in die er knapp hundert Meter nach dem Bach aus der Waschklinge mündet;
- im Norden liegt das Quellgebiet des größeren Zimmersbachs, eines merklich tieferen Kupfer-Zuflusses;
- im Südosten fließt ein kleiner Klingenbach beim Gaisbacher Schnaihof zum untersten Kuhbach, dem nächsten Zufluss der Kupfer von Bedeutung oberhalb der Waschklinge;
- im Süden ist, von einem kurzen Klingenbach zu ihr abgesehen, die Kupfer der nächste Wasserlauf.

### Zuflüsse
- (Zufluss von der Oberen Etzweide), von rechts und Nordnordwesten auf etwa 346 m ü. NHN[LUBW 1] am Beginn des Gewanns Schönfurt, ca. 0,4 km[LUBW 6] und unter 0,2 km².[LUBW 4] Entsteht auf etwa 455 m ü. NHN[LUBW 1] am Rande des Waldes Obere Etzweide zu den Feldern. Feldweggraben in natürlicher Talmulde.

## Geologie
Der Bach beginnt seinen Lauf im Lettenkeuper (Erfurt-Formation) der Hochebene rechts der Kupfer und wechselt erst im mittleren Abschnitt seines Klingenlaufs in den Oberen Muschelkalk. Er ist auf ganzer Länge von einem mehr oder weniger schmalen Band holozänen Schwemmlandes begleitet, das wenige Meter vor der Mündung in das den Flusslauf der Kupfer begleitende Auenlehmband übergeht. Auf der ersten Hälfte des Bachlaufes reichen Ausläufer einer Lösssedimentinsel aus quartärer Ablagerung über dem Lettenkeuper teils bis dicht an das begleitende Schwemmlandband heran.

## Natur und Schutzgebiete
Das knapp vor Neufels beginnende Landschaftsschutzgebiet Kupfertal im Flusstal erstreckt sich auch in die untere Hälfte der Waschklinge herauf.

### LUBW
Amtliche Online-Gewässerkarte mit passendem Ausschnitt und den hier benutzten Layern: Bachlauf durch die Waschklinge und deren Einzugsgebiet

Allgemeiner Einstieg ohne Voreinstellungen und Layer: Daten- und Kartendienst der Landesanstalt für Umwelt Baden-Württemberg (LUBW) (Hinweise)
1. 1 2 3 4 5  Höhe nach dem Höhenlinienbild auf dem Hintergrundlayer Topographische Karte.
2. ↑  Höhe nach grauer Beschriftung auf dem Hintergrundlayer Topographische Karte.
3. ↑  Länge nach dem Layer Gewässernetz (AWGN), ergänzt um ein kleines, auf der Gewässerkarte nicht berücksichtigtes Anfangsstück, das auf dem Hintergrundlayer Topographische Karte abgemessen wurde.
4. 1 2  Einzugsgebiet abgemessen auf dem Hintergrundlayer Topographische Karte.
5. ↑  Natur teilweise nach dem Layer Geschützte Biotope.
6. ↑  Länge abgemessen auf dem Hintergrundlayer Topographische Karte.
7. ↑  Schutzgebiet nach dem einschlägigen Layer.

### Andere Belege
1. ↑  Wolf-Dieter Sick: Geographische Landesaufnahme: Die naturräumlichen Einheiten auf Blatt 162 Rothenburg o. d. Tauber. Bundesanstalt für Landeskunde, Bad Godesberg 1962. → Online-Karte (PDF; 4,7 MB)
2. ↑  Geologie nach den Layern zu Geologische Karte 1:50.000 auf: Mapserver des Landesamtes für Geologie, Rohstoffe und Bergbau (LGRB) (Hinweise)